# 给下一个牺牲者的死亡通告
《给下一个牺牲者的死亡通告》（日语：次の犠牲者をオシラセシマス），是日本游戏公司Boost On于2011年在PlayStation Portable平台发售的一款悬疑冒险游戏。

## 故事
14名被绑架的男女被迫参加一个恐怖的杀人游戏。玩家在各卷游戏中可以通过不同的角度来认识这个游戏。

## 游戏规则
- 规则1：游戏参加者共有14人。
- 规则2：在游戏分出胜负前，参加者不能退出。
- 规则3：游戏分为“市民”和“连环杀手”两个阵营，身份只有本人知晓。连环杀手有3人，市民有11人。
- 规则4：参加者手上有一个腕轮。如果试图摘下腕轮，腕轮将射出毒针。
- 规则5：每轮游戏分为1小时的自由时间和8分钟的指名时间。
- 规则6：指名时间内，参加者可以指名一个自己想杀死的人（包括自己）。指名在专门的房间进行，房间在投票表决完成后解锁。
- 规则7：回合结束后，被连环杀手指名票数最多的参加者死亡。
- 规则8：回合结束后，被市民指名票数最多的参加者死亡。

每回合结束后，每位参加者会收到关于下一个牺牲者的死亡通告，牺牲者的房间直到被处死之前不会打开。房门由特殊材料构成，无法被破坏。
- 规则9：杀手全部死亡后，市民阵营胜利，市民数量等于或小于杀手数量时，杀手阵营胜利。
- 规则10：市民阵营特殊角色警官（1名），被警官指名的人，本回合不会死亡。
- 规则11：市民阵营特殊角色侦探（1名），侦探可以调查其他参加者是否是连环杀手。
- 规则12：第8条规则的票数不包括警官和侦探的票数。
- 规则13：侦探只能调查本回合被指名人的身份。
- 规则14：如果杀手提名多个参加者，有相同票数出现时，采用有优先权的杀手的提名，优先权每回合进行转移。
- 规则15：如果市民提名多个参加者，有相同票数出现时，并列第一位的参加者全部死亡。
- 规则16：对其他参加者施加暴力，或者在指定时间没有投票，会被判定犯规，腕轮将射出毒针杀死该名参加者。
- 规则17：游戏分出胜负时，输的一方阵营仍然生存的人也会被杀死。
- 规则18：不违反1～17条规则的前提下，可以自由发言和行动。

## 登場人物
森崎昇（もりさき のぼる）
声 - 水島大宙
第一巻的主人公，高中男生。生性不会怀疑他人，香菜的前男友。18歳。

青樹香菜（あおき かな）
声 - 櫻井浩美
第一巻的女主人公，女大学生。女強人性格，科技天才，擅長修理、改裝、破解機械。19歳。

浅川楓（あさかわ かえで）
声 - 斎藤千和
第二巻的主人公，女大学生。擅长理性客观的思考，被美紀称作姐姐大人。21歳。

笹木美紀（ささき みき）
声 - 水沢史絵
第二巻的主人公，女大学生。运动神经发达，但不擅长复杂的思考。19歳。

坂橋圭介（さかはし けいすけ）
声 - 近藤孝行
第三巻的主人公，初中男生。正义感强烈，类似于霞的保护者一样的存在。14歳。死亡

三上霞（みかみ かすみ）
声 - 花澤香菜
第三巻的主人公，初中女生。因为杀人事件而心灵受创的少女，在和他人谈话时会因害羞而口吃，但和圭介能进行正常的对话。13歳。死亡

（かしわぎ -）
声 - たみやすともえ
处在反抗期的小学生。警戒心强烈，不会信任他人，非常愛護妹妹。12歳。

柏木遥（かしわぎ -）
声 - たみやすともえ
辻的双胞胎妹妹。個性內向，依賴哥哥。12歳。

皇木薫（すめらぎ かおる）
声 - 佐藤利奈
交通课的女警官。有强烈的正义感，但缺少变通。24歳。

杰克
声 - 中國卓郎
死刑犯。积极参加游戏，本名是「今宮一郎」。55歳。死亡

樫沢秀明（かしざわ ひであき）
声 - 杉山紀彰
男大学生。善于逻辑思考。21歳。死亡

高円寺唯柚（こうえんじ ゆゆ）
声 - 新谷良子
女大学生。天真的公主，缺乏常识，非常喜欢花。22歳。死亡

西野吉勇（にしの よしいさ）
声 - 上別府仁資
盛气凌人的国会議員。56歳。 死亡

早倉紅春（さくら こはる）
声 - 後藤邑子
护士。23歳。死亡

### 连环杀手
柏木辻

## 主題歌
- 第一巻「君とこの果てることない暗闇を」OP『Butterfly』
- 歌 - ヲタみん
- 作詞、作曲 - あるるかん

- 第二巻「死と絶望を乗り越えて」OP『―H.E.L.P―』
- 歌 - ヲタみん
- 作詞、作曲 - あるるかん

- 第三巻「崩壊する世界に死神と」OP『Us』
- 歌 - ヲタみん
- 作詞、作曲 - あるるかん